# Parafia św. Antoniego Padewskiego w Sławnie
Parafia pw. św. Antoniego Padewskiego w Sławnie – parafia rzymskokatolicka należąca do dekanatu Sławno, diecezji koszalińsko-kołobrzeskiej, metropolii szczecińsko-kamieńskiej. Siedziba parafii mieści się w Sławnie. Obsługiwana jest przez księży diecezjalnych. Została utworzona 18 kwietnia 1924 roku.

## Miejsca kultu

### Kościół parafialny
Kościół pw. św. Antoniego Padewskiego w Sławnie – kościół parafialny zbudowany w latach 1925–1928, staraniem ks. Józefa Nieringa. Projekt świątyni wraz z plebanią jest dziełem architekta miejskiego Sławna (w okresie 1921–1929), Diedricha Suhra. Portal w głównym wejściu, jest ciekawym przykładem zastosowań ceramiki kilońskiej w nowatorskich poszukiwaniach sztuki lat 20. XX wieku. Autorem dzieła był Fritz Theilmann. Wewnątrz zachowane jest wyposażenie z czasów budowy kościoła, w tym tryptyk z XVI wieku, praca Józefa Schnitzera. Świątynię konsekrowano 29 maja 1928 roku.

### Kościoły filialne
- Kościół pw. Niepokalanego Serca Najświętszej Maryi Panny w Kwasowie

## Proboszczowie
Źródło: 
- o. Bogumił Talarek OFMConv (1947–1954)
- o. Antoni Książek OFMConv (1954–1958)
- o. Leonard Szymanik OFMConv (1958–1971)
- o. Paweł Domański OFMConv (1971–1974)
- ks. Jan Gawroński (1974–1976)
- ks. Ryszard Kierzkowski (1976–1978)
- ks. Norbert Roj (1978–1988)
- ks. Antoni Ołów (1988–1992)
- ks. Andrzej Korpusik (1992–1998)
- ks. Edward Skwira (1998–2003)
- ks. Dariusz Jastrząb (2003–2005)
- ks. Mateusz Krzywicki (od 2005)